# Nomina regum catholicorum Legionensium
La Nomina regum catholicorum Legionensium (traduït del llatí: «Els noms dels reis catòlics lleonesos»), anomenada també Nòmina Lleonesa, és una relació o catàleg dels monarques asturlleonesos des de Pelai, de la qual n'existeixen tres versions que es troben a diferents còdexs medievals.
Les tres versions de la nòmina són els següents:
1. Com a nota marginal al Codex Emilianense del Chronicon Albeldense: recull noms fins al regnat de Ramir II (931-951)
2. Al Codex de Roda, concretament a la Chronica Prophetica: també els recull fins al regnat de Ramir II.
3. Al Codex Albeldense, que conserva un refós de la primera nòmina: conté fins al regnat de Ramir III (966-984).

Les versions són diferents entre sí, la més completa és la de Roda, que inclou els noms, la duració dels regnats, el parentesc i alguna altra dada, mentre la resta només llisten els noms amb el parentesc. Aquesta seria, segons Manuel Gómez-Moreno, la més antiga de totes, escrita pels volts del 929 i copiada posteriorment amb algunes variants i eliminant les dades cronològiques, mentre que la darrera seria la que inclou informació del regnat de Ramir III, tot i que de forma molt succinta. Per la seva banda, Dámaso Alonso considerà, en canvi, que la més antiga era la nota marginal de la versió Emilianense.
La nòmina té algunes particularitats si se la compara amb altres fonts històriques coetànies, especialment pel que fa a la genealogia i el parentesc dels monarques, que entren en contradicció amb altres. A més, hi ha importants errors en la cronologia de la versió de Roda, i manipulacions a causa de l'eliminació de la llista de Silo, Mauregat i Beremund I, si bé són recuperats en les altres versions. L'omissió inicial es deuria a una intenció de continuar la línia entre els reis Alfons I i Alfons II, corregit per un segon compilador. Cal remarcar que també totes tres inclouen a Nepocià com a monarca, considerat cunyat d'Alfons II el Cast. De fet, en aquesta nòmina també consten com a reis de Lleó Alfons Froilaz i Sanç Ordoni, quelcom que va passar per alt durant molt de temps als cronistes i historiadors, probablement a causa de l'omissió d'ambdós de la llista a la Crònica de Sampiro.
L'obra sembla basar-se en el Laterculus regum Ovetensium, a més de tenir semblances amb el Laterculus Legionensis.Tanmateix, no és possible demostrar la dependència amb la llista asturiana ni la similitud textual amb el latèrcul lleonès, tot i que tots comparteixen la mateixa estructura dels catàlegs reials medievals. Manuel Díaz remarcà el goticisme de les tres versions i l'èmfasi en establir un caràcter reial, catòlic i gòtic dels monarques asturlleonesos, encara que Francisco Bautista diu que pertany més aviat a un grup de llistes allunyades del goticisme perquè no consta la llista dels reis visigots, quelcom que suposaria un intent de diferenciació.